# Portomaggiore
Portomaggiore és un municipi italià, situat a la regió d'Emília-Romanya i a la província de Ferrara. L'any 2004 tenia 12.128 habitants.